# Décimo quinto Concílio de Toledo
O Décimo quinto Concílio de Toledo foi um concílio regional celebrado em Toledo em 688. Teve início na Igreja dos Santos Apóstolos em 11 de Maio de 688. Estiveram presentes 66 bispos (incluindo os bispos metropolitas) oito abades, três dignitários catedralícios, e 26 altos funcionários palatinos. O concílio confirmou a posição teológica de Julião de Toledo no tema conhecido como “as duas Vontades” de Cristo, ao qual se dedicaram 17 cânones.
O principal motivo do concílio foi, porém, o facto de o rei Égica ter jurado ao seu sogro defender a família real e dispensar justiça ao povo, e considerar que ambos os deveres eram incompatíveis por ser necessário compensar os aqueles que tinham sido desapossados pelo anterior monarca, e para tanto pedia a libertação do juramento feito.
Os bispos privilegiaram o bem comum contra a vontade real, entendendo que se devia proteger a família de Ervígio através da demonstração da culpabilidade na apropriação para que pudessem ser castigados.